# فابيان أيكنر
فابيان أيكنر (بالإيطالية: Fabian Aichner)‏ هو مصارع محترف إيطالي ولد في يوم 21 يوليو 1990 في بولسانو في إيطاليا، نافس في إن إكس تي باسم أدريان سيفيري.